# Никша Друшковић
Никша Друшковић (XIV век — XV век) био је сликар из Дубровника.

## Биографија
Никша Друшковић је 1391-1392 године радио у радионици штитара Франческа из Болоње, који је био у служби Дубровачке Републике. Никша је сликао салоне дубровачке властеле. Сликао је шкриње, завесе и покриваче. 1399. обавезао се Милутину Прибојевићу да ће му осликати 200 летава.